# Denver Broncos 2000
La stagione 2000 dei Denver Broncos è stata la 31ª della franchigia nella National Football League, la 41ª complessiva e la 7ª con Mike Shanahan come capo-allenatore. È stata anche l'ultima stagione al Mile High Stadium.
I Broncos si ripresero dalla stagione precedente, vincendo 11 gare e terminando secondi nella AFC West. L'annata si concluse con una sconfitta per 21-3 contro i Baltimore Ravens futuri vincitori del Super Bowl nel turno delle wild card dei playoff.
Col running back Terrell Davis ancora afflitto dagli infortuni, Denver si affidò al debuttante Mike Anderson, che ebbe una stagione di successo, venendo premiato come rookie offensivo dell'anno. Il quarterback Brian Griese disputò la miglior stagione della carriera, venendo convocato per il suo unico Pro Bowl.

## Scelte nel Draft 2000
| Scelte dei Broncos nel Draft 2000 |     |                 |    |               |                              |
| 1                                 | 15  | Deltha O’Neal   | CB | California    | da Baltimore                 |
| 2                                 | 40  | Ian Gold        | LB | Michigan      |                              |
| 2                                 | 45  | Kenoy Kennedy   | SS | Arkansas      | da Baltimore                 |
| 3                                 | 70  | Chris Cole      | WR | Texas A&M     |                              |
| 4                                 | 101 | Jerry Johnson   | DT | Florida State |                              |
| 4                                 | 112 | Cooper Carlisle | G  | Florida       | da Carolina                  |
| 5                                 | 154 | Muneer Moore    | WR | Richmond      | da San Francisco via Seattle |
| 6                                 | 189 | Mike Anderson   | RB | Utah          | da St. Louis                 |
| 7                                 | 214 | Jarious Jackson | QB | Notre Dame    |                              |

## Classifiche
| (2) Oakland Raiders | 12 | 4  | 0 | .750 | 479 | 299 | V1 |
| (5) Denver Broncos  | 11 | 5  | 0 | .688 | 485 | 369 | V1 |
| Kansas City Chiefs  | 7  | 9  | 0 | .438 | 355 | 354 | S1 |
| Seattle Seahawks    | 6  | 10 | 0 | .375 | 320 | 405 | S1 |
| San Diego Chargers  | 1  | 15 | 0 | .063 | 269 | 440 | S4 |

## Calendario
| Turno | Data               | Avversario            | Risultato          |
| ----- | ------------------ | --------------------- | ------------------ |
| 1     | 4 settembre 2000   | at St. Louis Rams     | S 41–36            |
| 2     | 10 settembre 2000  | Atlanta Falcons       | V 42–14            |
| 3     | 17 settembre 2000  | at Oakland Raiders    | V 33–24            |
| 4     | 24 settembre 2000  | Kansas City Chiefs    | S 23–22            |
| 5     | 1 ottobre 2000     | New England Patriots  | S 28–19            |
| 6     | 8 ottobre 2000     | at San Diego Chargers | V 21–7             |
| 7     | 15 ottobre 2000    | Cleveland Browns      | V 44–10            |
| 8     | 22 ottobre 2000    | at Cincinnati Bengals | S 31–21            |
| 9     | Settimana di pausa | Settimana di pausa    | Settimana di pausa |
| 10    | 5 novembre 2000    | at New York Jets      | V 30–23            |
| 11    | 13 novembre 2000   | Oakland Raiders       | V 27–24            |
| 12    | 19 novembre 2000   | San Diego Chargers    | V 38–37            |
| 13    | 26 novembre 2000   | at Seattle Seahawks   | V 38–31            |
| 14    | 3 dicembre 2000    | at New Orleans Saints | V 38–23            |
| 15    | 10 dicembre 2000   | Seattle Seahawks      | V 31–24            |
| 16    | 17 dicembre 2000   | at Kansas City Chiefs | S 20–7             |
| 17    | 23 dicembre 2000   | San Francisco 49ers   | S 38–9             |

## Premi
- Mike Anderson:

rookie offensivo dell'anno